# Maria Nordman
Maria Nordman, né le 22 juin 1943 à Görlitz, de nationalité germano-américaine, est une sculptrice en art conceptuel.

## Vie
Encore jeune, elle émigre aux États-Unis avec sa famille. Elle rejoint le mouvement Light and Space. Elle développe à la fin des années 1960 une œuvre artistique qui se veut accessible à tous.

## Expositions
Installée à Santa Monica, elle est renommée pour ses expositions où la lumière joue un rôle prépondérant. À la fin des années 1980, elle monte une petite maison amovible en bois pourvue de sièges à l'entrée de Central Park, 59e avenue. En 1990 a lieu son exposition Exhibition of Permanent Transience basée sur des panneaux de verre, visant à provoquer une réflexion personnelle (A reflective experience).
Elle expose à la documenta en 1977, 1982 et 1987.
En 2011, elles présente Filmromm: Smoe lors d'une rétrospective sur l'art à Los Angeles au Musée d'art du comté de Los Angeles, composé de deux films, l'un avec une caméra fixe, l'autre avec une caméra portative, filmant un couple en train de fumer sur la plage. Elle expose en Italie, et présente sa première exposition personnelle à Berlin en 2013.
Elle accède à une reconnaissance internationale lors d'expositions à la Dia Art Foundation (New York, 1991), au Musée Folkwang (Essen, Allemagne, 1997), au Serralves (en) (Portugal, 2007), au Musée d'art du comté de Los Angeles (Californie, 2011), et au Stedelijk Museum (Belgique, 2013). Elle a participé à des expositions collectives à la MoMA PS1 (New York,1999), au Centre Pompidou (Paris, 2006), au Mamco (Genève, 2009) et au Museo d'Arte Contemporanea du Château de Rivoli (Turin, Italie, 2011).